# Ґозлу
Ґозлу, також Вахуас (азерб. Qozlu, вірм. Վաղուհաս) — село у Кельбаджарському районі Азербайджану. Село розташоване за 40 км на захід від міста Мартакерта, за 3 км на південь від траси Мартакерт — Дрмбон — Карвачар — Варденіс — Єреван. Поруч розташовані села Хнкаван, Ґетаван та Арутюнаґомер.

## Історія

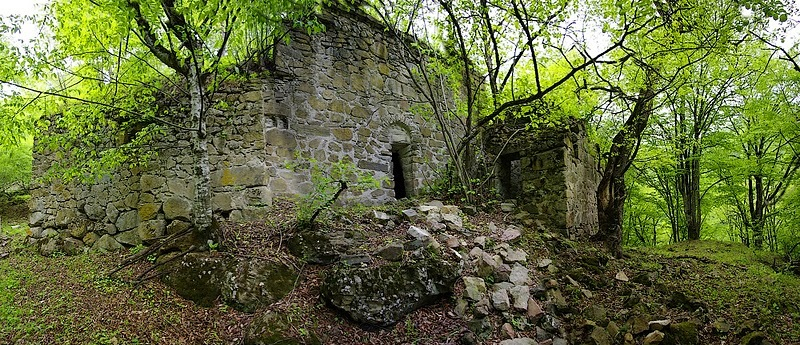
Монастир Карміраван (сучасний стан).

Вахуас — видатне село Верхнього Хачену. Через село проходив торговий шлях Двін — Партав, дорога шляху проходила через міст, що зв'язував провінції Хачен і Джраберд з селищами біля озера Севан.
В околицях села збереглося багато історичних пам'яток, церкви, цвинтарі — доводячи давню історію села. Давні поселення Вахуаса знаходяться за 2-3 кілометри від сучасного села. У розваленому нині монастирі Карміраван раніше стояв майстерно орнаментований хачкар, висотою 3 метри і датований 1218 роком. Сам монастир був збудований у 1224.
Під час Карабаської війни село дуже сильно постраждало, значна частка населення загинула, багато було депортовано. Село входило у лінію оборони Вахуас — Ванк.

## Галерея

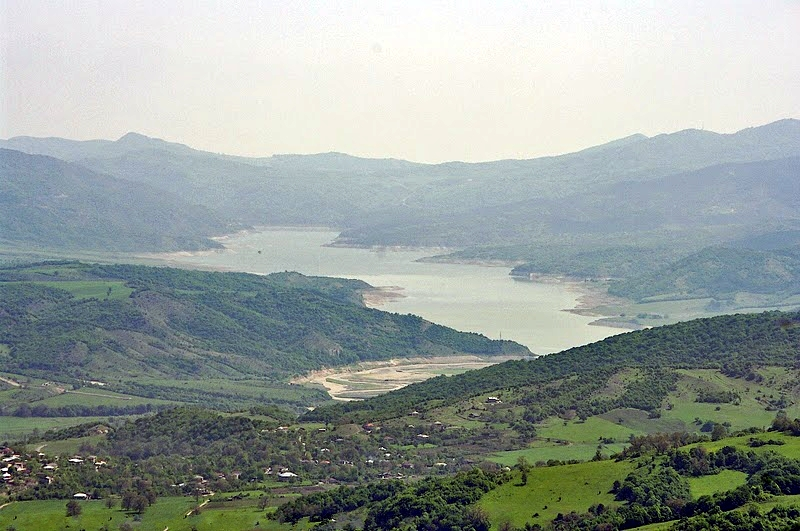
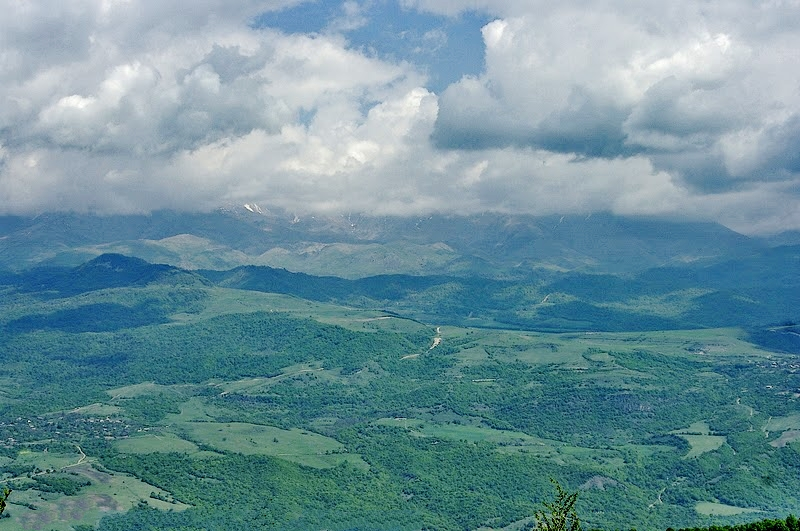
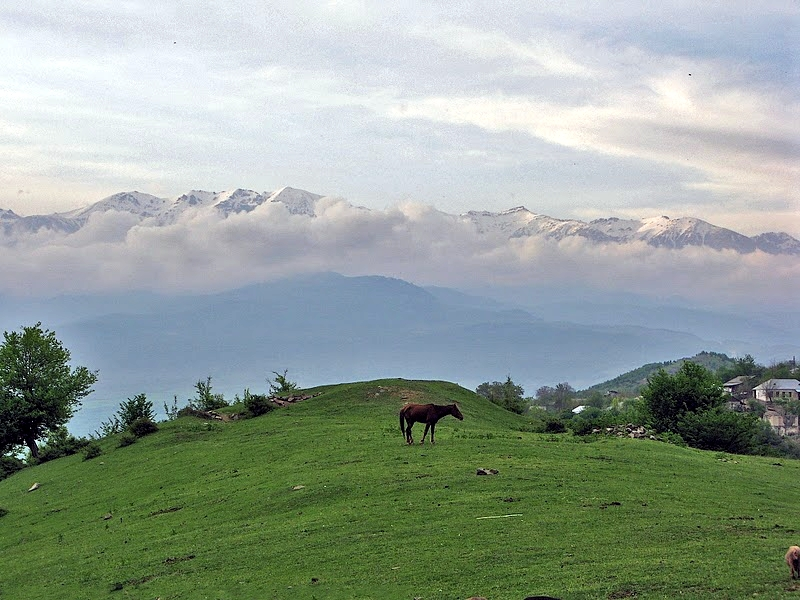
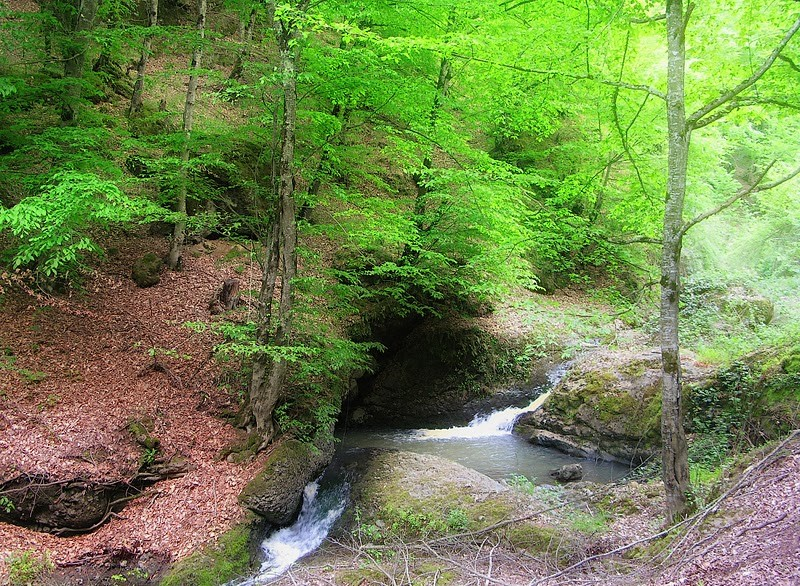
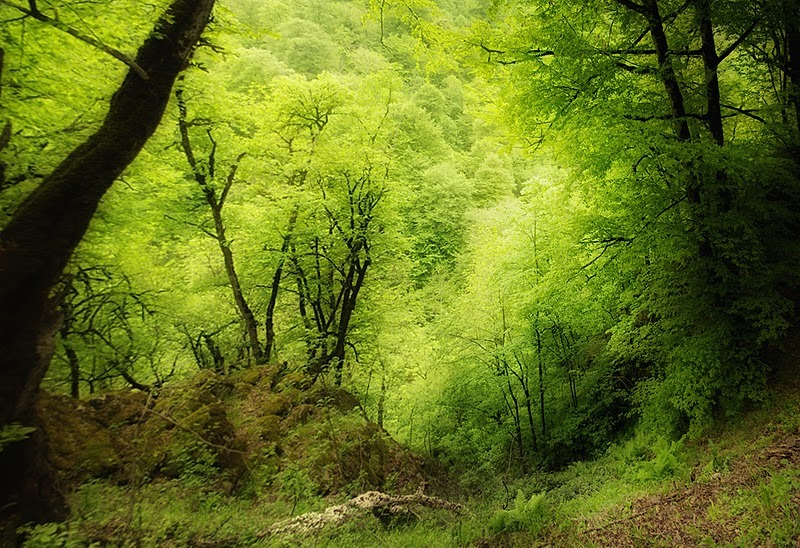